# Monkayo, Davao de Oro

Bản đồ của Compostela Valley với vị trí của Monkayo

Monkayo là một đô thị hạng 1 ở tỉnh Compostela Valley, Philippines. Theo điều tra dân số năm 2007, đô thị này có dân số 90.971 người.

## Các đơn vị hành chính
Monkayo được chia thành 30 barangay.
| - Awao - Babag - Banlag - Baylo - Casoon - Inambatan - Haguimitan - Macopa - Mamunga - Naboc - Olaycon | - Pasian (Santa Filomena) - Poblacion - Rizal - Salvacion - San Isidro - San Jose - Tubo-tubo (New Del Monte) - Upper Ulip - Union - Mount Diwata - New Kapatagan - Mã địa lý chuẩn Philipin Lưu trữ ngày 13 tháng 4 năm 2012 tại Wayback Machine - Thông tin điều tra dân số năm 2000 của Philipin Lưu trữ ngày 23 tháng 9 năm 2005 tại Wayback Machine Bản mẫu:Compostela Valley |
| Bài viết này vẫn còn sơ khai. Bạn có thể giúp Wikipedia mở rộng nội dung để bài được hoàn chỉnh hơn.   | |